# Kentarō Haneda
Kentarō Haneda (en japonais 羽田 健太郎, né le 12 janvier 1949 et mort le 2 juin 2007), est un pianiste, arrangeur et compositeur japonais de bandes originales de films, de dessins animés et de jeux vidéo. Il est aussi connu sous le surnom de Haneken.

## Biographie
Né à Tokyo, il enseigne au Conservatoire de musique de Tokyo. Diplômé de l'école de musique de Toho Gakuen, son style se caractérise par un mélange entre l'écriture classique moderne et le jazz, le rock et le funk. 
Sa musique est surtout connue en France pour la bande son de Cobra (excepté le générique français lui-même), notamment la fameuse marche funèbre (Shi no kōshin), souvent jouée dans les moments dramatiques de la série. 
Il réalise les musiques de dessins animés aussi différents que L'Île au trésor, Sherlock Holmes, Très cher frère..., Macross (Robotech) le film ou encore Yamato.
Il gagne aussi beaucoup de popularité grâce à ses musiques pour jeu vidéo, tout particulièrement la partition du jeu Wizardry sur NES et SNES au début des années 1990.
Il est décédé des suites d'un carcinome hépatocellulaire dans la nuit du 2 juin 2007.

## Filmographie sélective
- L'Île au trésor (1978)
- Les Guerriers de l'apocalypse (1979)
- Virus (1980)
- Space Warrior Baldios (1980)
- Moby Dick 5 (1980)
- Frankenstein Legend of Terror (1981)
- Manga Mito Kōmon (1981)
- Natsu e no Tobira (1981)
- Thunderbirds 2086 (1982)
- Cobra (1982)
- The Super Dimension Fortress Macross (1982)
- Super Dimension Century Orguss (1983)
- Final Yamato (1983)
- Gen d'Hiroshima (1983)
- Sayonara Jupiter (1984)
- God Mazinger (1984)
- Daishizen no Majū – Bagi (1984)
- Sherlock Holmes (1984)
- Macross (Robotech) le film (1984)
- Odin: Photon Sailer Starlight (1985)
- Sablotin (1985)
- Robotan (1986)
- Prefectural Earth Defense Force (1986)
- Gen d'Hiroshima 2 (1986)
- Metal Armor Dragonar (1987)
- San-Chōme no Yūhi Yūyake no Uta (1990)
- Très cher frère... (1991)

## Discographie
1980
- Space Battler Barudiosu [K25G-7053]
- L'île au trésor (Takarajima) OST

1982
- Science Rescue Party 'Technoboygen' [CX-7057]
- Cobra: (Space Adventure Cobra) OST [CQ-7106]

1983
- Super Dimension Century Orguss [TKCA-70791]
- Hadashino Gen [K25G-7155]
- Super Space Fortress Macross Vol.1 [VICL-23101]
- Super Space Fortress Macross Vol.2 [VICL-23102]
- Super Space Fortress Macross Vol.3 [Miss DJ] [VICL-23103]
- Super Space Fortress Macross Vol.4 [Drama CD] [VICL-23104]
- Super Space Fortress Macross Vol.5 Rhapsody in Love [VCK-1637]

1984
- Super Space Fortress Macross Movie [VICL-23105]
- Super Space Fortress Macross BGM Collection [VDR-1116]
- Bye Bye Jupiter [CA35-1073]
- Goodbye West Police [GM-172]
- Godmaginer [VAP-3014225]

1985
- F2 Grand Prix [WTP-80168]

1986
- Space Battleship Yamato Best Collection [27ATC-124/5]

1987
- We Love Wizardry [BY30-5179]

1988
- Passenger
- Ys Symphony [K32X-7710]

1989
Microcosm [BY38-3]
- Symphony Sorcerian [NW10102360]
- Wizardry 2 - Legacy of Llylgamyn [BY30-5209]

1990
- He's a First Grader !! (がんばれ1年生 !!) [APCF-5040]
- Suite Wizardry 3 - Diamond Knight [APCG-4003]
- Great Detective Holmes Collection [TKCA-30116]

1991
- Fukkuto -on Mozart [BVCF-2502]

1992
- Macross Complete Box Set [VICL-40031/3]
- Foppish Classic [KKCP-1]
- Fukkuto-on Spain [BVCF-5007]
- Foppish Pop [KKCP-2]
- Beatles on Concerto [COCO-75119]

1993
- Music Lover - Kentaro Haneda Fantastic Piano [APCE-5288]
- Gaia Club - Yaku Islands / Tale of Woods and Water [APCE-5291]
- Gaia Club - Yaku Islands / Tale of Sea [APCE-5292]
- Fukkuto-on Tschaikovsky [BVCF-1013]

1994
- Disney Delightful Piano Melody [PCCW-00064]
- Disney Peaceful Piano Melody [PCCW-00065]
- It's All About You (すべてをあなたに) [COCO-78220]
- Wondeful Piano World - To Love Again [COCS-12181/2]
- Kentaro Haneda Pop Concert [PHCP-1435]

1995
- Final Yamato [Drama CD] [COCC-12487/9]
- Final Yamato BGM Collection [COCC-12874]
- X’mas Holiday - Orchestra and Chorus Album [CRCI-20208]
- Japanesques Poem [VICL-8176]

1996
- World Crossing Demon (渡る世間は鬼ばかり) [VICL-2170]
- Japanesque Poem 2 [VICL-8215]

1997
- Kentaro Haneda Super Musical Method 1 [VICG-58261]
- Kentaro Haneda Super Musical Method 2 [VICG-58262]
- Kentaro Haneda Super Musical Method 3 [VICG-58263]
- Kentaro Haneda Super Musical Method 4 [VICG-58264]
- Kentaro Haneda Super Musical Method 5 [VICG-58265]
- Kentaro Haneda Super Musical Method 6 [VICG-58266]
- Kentaro Haneda Super Musical Method 7 [VICG-58267]
- Kentaro Haneda Super Musical Method 8 [VICG-58268]
- Japanesque Poem 2 [VICL-60155]

1998
- Gershwin Promenade [VICL-60204]
- Piano Mood [COCS-70039]

1999
- Disney Love & Ballade Collection [AVCW-12018]

2000
- Disney Baby Lullaby [AVCW-12094]
- NHK Famous Collection - Music Selection 19 [POCC-4029]
- eattles Classic Collection [COCO-70369]
- More - 20th Century's Best [AVCW-12165]
- Space Battleship Yamato - Eternal Edition File 2 (Arrividerci Yamato Movie OST [COCX-31154]

2001
- Space Battleship Yamato - Eternal Edition File 8 & 9 - Final Yamato Movie OST [COCX-31160]

2001
- Wish [AVCW-12203]
- Summer Memories [PCCL-00530]
- 20th/21th Century Best Concert Selection [PCCL-00529]
- Angelissimo - Lullaby [COCQ-83554]
- Japan Lyrism Anthology [VICC-60255]
- Care & Cure - Mind Care Music [PCCA-01605]
- Winter Language [PCCL-00538]

2002
- Genso Suikoden Ongaku-shu Produced by Kentaro Haneda [KMCA-143]
- Disney Love & Ballad - Pure [AVCW-12256]
- Wish 2 - Relaxing with Disney Songs [AVCW-12268]
- The Water Margin Musical Collection [KMCA-143]
- Disney Princess Music Series Music of Cinderella [AVCW-12296]
- After Summer [PCCR-00347]
- Nostalgia - Voices & Strings [PCCA-01770]
- Kagayake! Mokuyou Drama ou 90s [MHCL-158]

2003
- Haru no Tabidachi [PCCL-00564]
- Best Wishes - Relaxing Magic of Disney Songs [AVCW-12333]
- Bakuryu Sentai AbaRanger OST [COCX-32216]
- Yesterday - Symphonic Beatles [COCO-70649]
- Leafage Music [PCCA-01940]
- AbaRanger Soundsaurs V.3: Abare Symphony [COCX-32378]
- Autumn Sonata [PCCL-00573]
- Bakuryu Sentai AbaRanger OST - Soundzaurus 4 & 5 - Fossil Tracks [COCX-32479]
- Haneken Land - Kentaro Haneda Musical World [COCX-32379]
- Takarajima (Treasure Island) OST [Animex1200] [COCC-72018]

2004
- Message of Winds [COCO-70705]
- Leafage Music 2 [PCCA-01977]
- Four Seasons [PCCL-00579]
- Space Adventure Cobra Complete OST [COCX-32609]